# Cândido Caldas
Cândido Caldas (Nossa Senhora do Desterro, 1 de maio de 1889 — Rio de Janeiro, 16 de janeiro de 1966) foi um militar e político brasileiro.

## Publicações
- Marechal Cândido Caldas: História Militar da Ilha de Santa Catarina. Notas. Florianópolis: Lunardelli, 1992.